# 孔萱
孔萱（?—?），唐朝时兖州曲阜县人。孔子三十六代孫，孔嗣悊玄孙，孔德倫曾孙，孔崇基之孙，孔璲之之子。
安史之乱，孔璲之避乱，寄居宁陵。孔萱在曲阜为袭封文宣公，为第二代文宣公。袭封不详，大约在唐肃宗、唐代宗之时。孔萱同时兼任兖州泗水县（今山东省泗水县）县令，有儿子孔齊卿，袭封第三代文宣公。
| 前任： 孔璲之 | 唐朝文宣公 760年代—782年之前 | 繼任： 孔齊卿 |

## 参看
- 孔子
- 孔子世家大宗世系
- 孔子世系
- 孔子世家大宗世系图
- 孔子世家总世系图 (中兴祖前)